# Kizimkazi
Kizimkazi (talvolta trascritto come Kizimkasi), chiamata anche più formalmente Kizimkazi Mkunguni, e anche Kizimkazi Mtendeni, è una cittadina di pescatori situata sulla costa sud-occidentale  dell'isola di Unguja, l'isola principale dell'arcipelago di Zanzibar, in Tanzania.

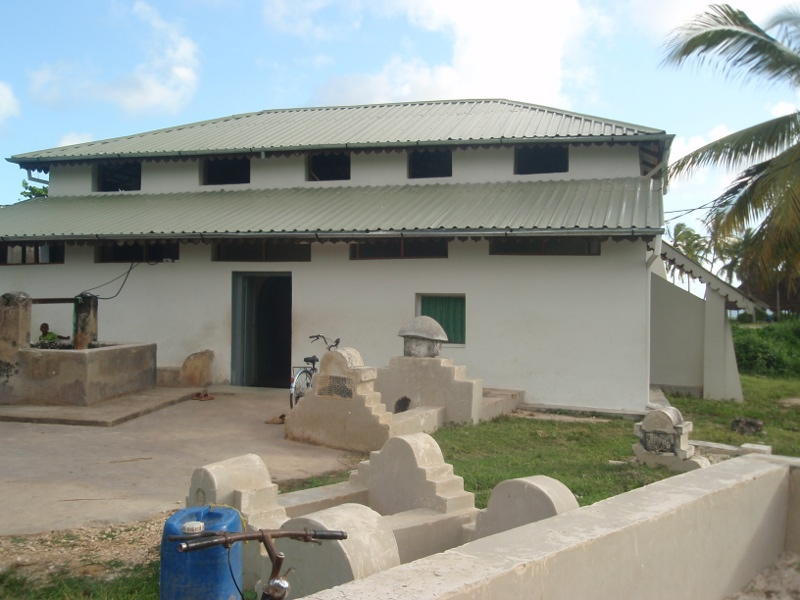
La moschea

In passato fu una vera e propria città, dotata di mura di cinta. La principale testimonianza dell'importanza storica del luogo è rappresentata dalla celebre moschea, situata circa 5 km a nordovest del centro abitato, in un luogo oggi noto come Dimbani o Kizimkazi Dimbani.
La spiaggia di questa parte di costa, nota anch'essa col nome di spiaggia di Kizimkazi (Kizimkazi Beach), è una rinomata località turistica, per via delle spiagge coralline quasi incontaminate e dalla consistente presenza di delfini nei pressi della riva.